# Розділ
Розді́л (також Старий Розділ) — селище у Стрийському районі (до 2020 року — Миколаївського району) Львівської області.

## Географія
Розділ розташований на берегах річки Колодниці, лівої притоки Дністра, на південно-західному Опіллі.

## Клімат
У Роздолі теплий та помірно-вологий клімат. Середньорічна температура становить близько +8,7 °C.
| Кліматограма Роздолу | Кліматограма Роздолу | Кліматограма Роздолу | Кліматограма Роздолу | Кліматограма Роздолу | Кліматограма Роздолу | Кліматограма Роздолу | Кліматограма Роздолу | Кліматограма Роздолу | Кліматограма Роздолу | Кліматограма Роздолу | Кліматограма Роздолу |
| --- | -------------------- | -------------------- | -------------------- | -------------------- | -------------------- | -------------------- | -------------------- | -------------------- | -------------------- | -------------------- | -------------------- |
| С | Л                    | Б                    | К                    | Т                    | Ч                    | Л                    | С                    | В                    | Ж                    | Л                    | Г                    |
| 46 0 −6 | 49 1 −5              | 55 7 −2              | 65 14 4              | 94 19 9              | 97 22 13             | 115 24 15            | 82 24 15             | 75 19 10             | 60 13 5              | 55 7 1               | 53 2 −3              |
| Середня макс. і мін. температури повітря (°C) Атмосферні опади (мм), за рік : 846 мм. Джерело: «Climate-Data.org» (англ.) |                      |                      |                      |                      |                      |                      |                      |                      |                      |                      |                      |

## Історія
Поле «Розділ», що належало королівським селам Крупське та Березина, згадане в королівській грамоті Владислава II від 5 червня 1462. Саме слово «розділ» слід ототожнювати з поняттям «межа». Роздільне поле було межовим між двома селами, розділювало їх.
У 1569 Микола Чернійовський отримав привілей на право заснування міста Розділ «на сирому ґрунті», тобто на необжитому місці, і про це є згадки в акті люстрації королівщин 1570 року.
У податковому реєстрі 1578 року зазначено, що в Роздолі було 6 пекарів, два ткачі, два ковалі. Міського податку на будинки місто платило 6 золотих. За весь рік місто платило податків на 25,5 золотих.
5 січня 1745 своїм привілеєм король Август III надав містечку магдебурзьке право та герб: у щиті срібна підкова, в якій унизу лапчастий хрест, і увінчана таким самим хрестом без одного рамена (родовий герб тогочасних власників містечка Жевуських).
17 січня 1940 р. відповідно до нового адміністративного поділу Дрогобицької області Розділ утратив статус міста.
З 12 червня 2020 р. після об'єднання міських та селищних рад області, входить до складу Новороздільської громади.

## Населення
Чисельність населення, станом на 1 січня 2022 року, налічує 2 393 особи.

### Мова
Розподіл населення за рідною мовою за даними перепису 2001 року:
| Мова            | Кількість | Відсоток |
| --------------- | --------- | -------- |
| українська      | 2975      | 98.51%   |
| російська       | 34        | 1.13%    |
| румунська       | 4         | 0.13%    |
| білоруська      | 2         | 0.07%    |
| польська        | 2         | 0.07%    |
| угорська        | 1         | 0.02%    |
| інші/не вказали | 2         | 0.07%    |
| Усього          | 3020      | 100%     |

## Пам'ятки минулого
- Палац Жевуських-Лянцкоронських — пам'ятка архітектури XVIII—XIX століть, закладений 1704 року Жевуськими на місці замку, розбудований у 1874—1903 коштом власника Кароля Лянцкоронського. Серед гостей садиби був художник Яцек Мальчевський. Для митця власники збудували в садибі художню майстерню[7].

- Костел кармелітів[8][9]
- Колишній монастир XVIII століття (спочатку — кляштор Сестер Милосердя разом зі шпиталем); фундаторка — Франциска Цетнер, друга дружина Міхала Юзефа Жевуського[10].
- Побудована у 1955 році залізнична станція Розділ (Берездівці) (закинута у 2000 р., остаточно розібрано колії у 2011 р.). Збереглася, хоч і в поганому стані, будівля вокзалу, яка за радянських часів мала касове віконце, помпезну люстру та вітражі[11].

У 1874—1939 роках у палаці зберігалася родинна збірка старожитностей і картин, також бібліотека, зібрана графом Каролем Лянцкоронським. Найцінніші експонати з колекції син Лянцкоронського вивіз до родинних маєтків у Австрії та Швейцарії до Другої світової війни.
Те що лишилося, після Другої світової війни частково було розпорошено по музеях і картинних галереях СРСР. Зокрема, деякі експонати зберігаються у сховищах:
- Дрогобицького краєзнавчого музею
- Львівської галереї мистецтв
- Державного Ермітажу (Санкт-Петербург, Росія).

За радянських часів в палаці влаштували санаторій «Розділ». У березні 2004 року палац продали київській фірмі ТзОВ «Мережа відпочинку» за 467 285 грн. Станом на осінь 2008 року пам'ятка перебувала у занедбаному стані. Вхід на територію заборонений. Рештки художніх предметів інтер'єру, які залишилися після радянського періоду, невідомі особи вивезли в невідомому напрямку.

### Історія місцевої церкви

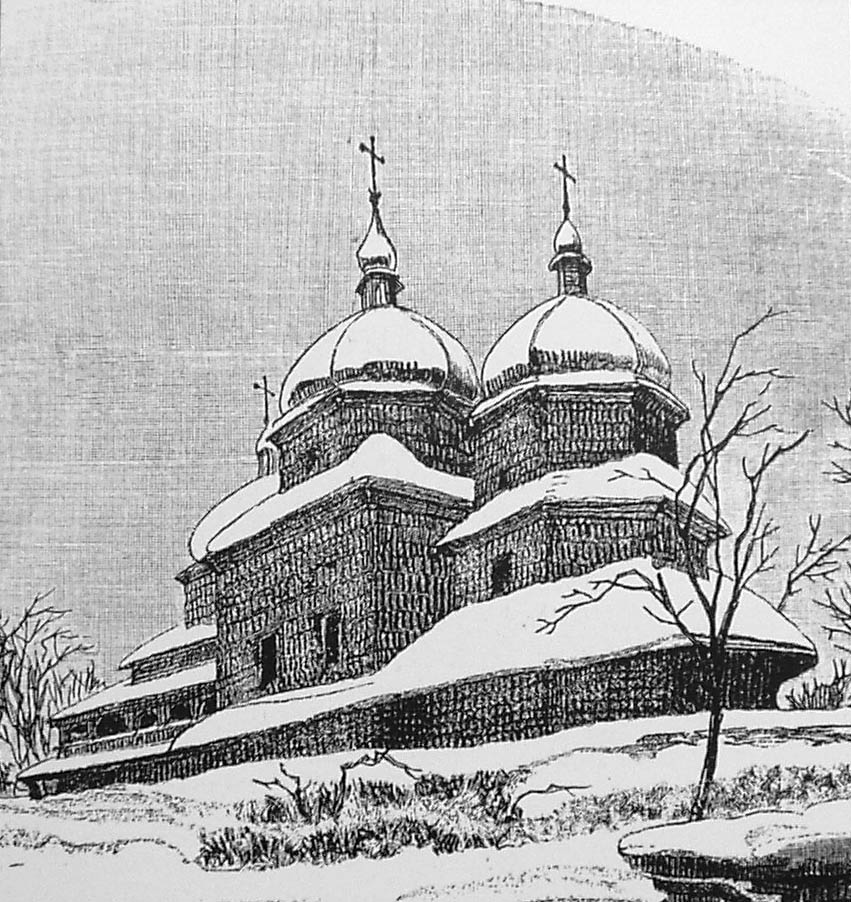
Дерев'яна церква Успіння Богородиці, що існувала до кінця XVIII ст.

При перевірці парафії восени 1739 року було зазначено, що місцева церква Успення Діви Марії має 3 верхи з ґонтовим покриттям. Парохом був о. Семен Помазанський. При церкві було братство, яке мало 80 членів.
16 жовтня 1764 — о. Микола Шадурський провів генеральну візитацію місцевої парафії. У складеному ним акті були докладно перераховані всі церковні землі (серед яких поле «До Зеленої дороги», «Нива Журавлина»). Аналіз цих назв підказує, що в місті колись ремісники виготовляли вироби з глини, а на озерах та болотах водились журавлі.
1799 — парохом був о. Іван Помазанський, а при церкви був шпиталь та школа.
1803 — парохом вже був о. Степан Теліховський. Церква була збудована з ялинового дерева, вкрита ґонтом, і потребувала ремонту. Біля неї була мурована дзвіниця. Цвинтар був огороджений мурованою стіною. Плебанія була дуже стара, збудованою з вільхового дерева, але з мурованим комином. Шпиталь був звичайною курною хатою, але вкритою ґонтом. На церковних полях висівали щорічно 25 корців зерна. Разом цих полів церква мала на 30,5 дня оранки одним плугом, а також луку, які за день могли скосити 18 косарів.
Як видно з акту перевірки парафії влітку 1832, в Роздолі була дерев'яна церква Успіння Діви Марії, яка, крім головного, ще мала два бічні вівтарі: Непорочного Зачаття Богородиці та св. Миколая. Біля церкви стояла мурована дзвіниця з 4 дзвонами (два з них були розбиті). Один із них походив з молдавського міста Сучава, здобутого поляками в середині XVII ст. На ньому був напис румунською мовою кириличними літерами.
Дерев'яна хата пароха (плебанія) о. Василя Шведзицького була збудована 1827 року. Сам о. Шведзицький мав уже 55 років, у Розділ прибув з Якторова у 1805, а 1806 року став тут парохом. Показав при перевірці книги народжень, які починались від 1739 року. Книга шлюбів була з 1786 року, а смертей — з 1784 року. Депутати громади підтвердили, що парох добрий і старанний, а також висловили побажання, щоби був відновлений давній звичай посвячення полів і перелиті їхні розбиті дзвони. Теж вони зазначили, що громада не має жодних забобонів і ворожок, і ніхто з громади не ходить на сторону до них.
Через 7 років тут вже проживали 709 греко-католиків.
1817 — у о. В.Шведзицького народився син Яків, який 1840 року став священником і спочатку був помічником у батька в Роздолі, а 1844 року — парохом у Миколаєві. У 1848 році у складі депутації їздив до цісаря, у 1856 році був перенесений до Львова, у 1873—1879 роках був депутатом до віденського парламенту. Помер 1886 року. Його батько помер у Роздолі 30 липня 1859 року, маючи 82 роки. Незадовго до смерті, 1 лютого 1858 року отримав помічника — о. Антона Нижанківського. Мабуть він не був затверджений парохом у містечку, бо 1860 року адміністратором парафії був о. Микола Вергановський, а на посаду помічника пароха в листопадні 1860 року був призначений щойно висвячений о. Василь Залозецький.
У березні 1860 на парафію Розділ претендували 18 священників. Серед них консисторія вибрала трьох найкращих претендентів: Антона Петрушевича, Миколу Устияновича та Івана Хоміцького. Останній із них був парохом у Букачівцях і в червні 1860 року став парохом Роздолу. Він був одним із 8 претендентів на цю парафію також влітку 1869 року. Парафія була великою і привабливою, бо Розділ таки був містом і до складу парафії також входили села Березина та Крупсько. Цікаво, що о. Устиянович на початку грудня 1859 року ходив просити протекцію на парафію Розділ у намісника Галичини Агенора Ромуальда Голуховського.
1 січня 1891 — помічником пароха був призначений молодий о. Григорій Дякон (1866 р. н.), який на цій посаді був до 19 березня 1895 року. Того року у Роздолі було 1016 греко-католиків.
1892 — в місті збудували нову церкву. Отця Г. Дякона замінив о. М. Сгисловський (1868 р. н., який був тут до початку березня 1900 року. Після нього протягом кількох місяців на цій посаді перебував о. Антін Лучаківський. 1 липня 1900 року помічником пароха був призначений о. Юліан Дикий.
Відомо, що місцевий парох о. Атанасій Юркевич (1848 р. н.) у вересні 1906 з групою прочан та митрополитом А.Шептицьким зробив поїздку до Єрусалима. 18 травня 1911 о. Юркевич був обраний заступником голови Жидачівської повітової ради (цим кроком поляки готували собі союз з москвофілами перед парламентськими виборами влітку 1911 року). Отець Юркевич вже перед початком Першої світової війни мав підірване здоров'я і в літні місяці отримував відпустки для лікування. У серпні 1914 був арештований австрійськими жандармами, повернувся до Роздолу лише в серпні 1915. Разом із ним заарештували і його помічника о. Йосипа Костека, поставленого тут весною 1912. Протягом їхньої відсутності завідував парафією о. Андрій Іщак. За цей рік він мав отримали з церковного фонду 1080 корон платні. Мабуть москвофільські переконання не залишили о. Юркевича і після ув'язнення, бо весною 1920 року пожертвував 100 корон на газету «Прикарпатская Русь».
Отець Юркевич помер тут 23 грудня 1933 року. Після цього парафію поставили на конкурс. Але так склалось, що два переможці, о. Туркевич і о. Пилипець, відмовились від парафії. В листопаді 1935 року парафіяни Роздолу, Березини та Крупська звернулись із заявою до митрополита А.Шептицького, в якій просили дати їм парохом о. Винницького з Залісців. Проте митрополит мав інші думки і призначив о. Євгена Возняка, 1885 р. н., який прибув сюди з Поршни восени 1935 року і перебував тут до 1939 року. Помер у Івано-Франківську, доживши до 90 років.
В ніч з 14 на 15 вересня 1939 його родина ледве врятувалась від оскаженілої поліції, яка разом з частинами виступаючої польської армії мордувала українське населення на Миколаївщині. Не заставши нікого вдома (родина встигла втекти через вікно), поліцаї спалили плебанію. Незабаром дочками пароха Марією та Любою, які були активними членами ОУН, зацікавились працівники НКВД, бо їм до рук потрапив архіви польської поліції. На прохання о. Возняка консисторія надала йому 3-місячну відпустку для лікування. Вся родина рушила в небезпечну дорогу на захід. Біля Турки вони перейшли кордон і опинились в німецькій окупаційній зоні. Протягом двох тижнів листопада жили в о. Івана Тимчука в селі Беньова. Звідти перебрались у Балигород, де й працювали на різних посадах до початку радянсько-німецької війни. Згодом переїхали до Кракова. Там Люба познайомилась з Миколою Лемиком, який за завданням ОУН застрелив у Львові 1933 року працівника консульства СРСР (представника НКВС) Майлова — це був акт помсти за голодомор в Україні. Восени 1940 року вона стала його дружиною. Влітку 1941 року гестапівці розстріляли Лемика у Миргороді на Полтавщині як керівника похідної групи ОУН, яка йшла слідом за фронтом і встановлювала українську владу на звільнених від більшовиків землях. Синьооку Любу після першої зустрічі він назвав Чічкою, і її саме під цим іменем знали його товариші. У 1947 році енкаведисти арештували Любу в Дашаві і до 1964 вона поневірялась у радянських таборах Мордовії.
Марія Возняк влітку 1940 року у Кракові вийшла заміж за Василя Бандеру, рідного брата провідника ОУН. Сімейного щастя з ним не зазнала, бо в липні 1942 року його замордували поляки у німецькому концтаборі Аушвіц як в'язня № 49721.
Отець Возняк у вересні 1941 року знову просив консисторію надати йому парафію Розділ, але даремно.

## Відомі люди
- Денис Козак (1944—2014) — видатний український археолог. Дослідник Волині І тис. н. е.. Доктор історичних наук (1990). Професор.
- Євген Тоненьков (1990—2018) — солдат Збройних сил України, учасник російсько-української війни.

### Народилися
- Андрій Баль — український футболіст та тренер.
- Отець-доктор Мирон Горникевич — український галицький релігійний, громадський діяч.
- Андрій Марунчак — активіст Помаранчевої революції та Євромайдану, учасник війни на сході України.
- Олександр Гудима — народний депутат України
- Гурський Тарас Теодорович (1967-2023) — солдат Збройних сил України, учасник російсько-української війни.
- Мар'ян Каптованець (1989—2016) — молодший сержант Збройних сил України, учасник російсько-української війни.
- Отець Микола Косович (1901—1941) — український греко-католицький священник, жертва радянських репресій; слуга Божий.
- Володимир Маркевич (1971—2019) — старший сержант Збройних сил України, учасник російсько-української війни.
- Вацлав Петро Жевуський (1706—1779) — державний і політичний діяч Речі Посполитої. Представник шляхетського роду магнатів Жевуських гербу Кривда. Воєвода подільський (1736—1762) і краківський.

### Померли
- Іван Кревецький — український історик школи Михайла Грушевського, керівник бібліотеки Наукового товариства імені Шевченка, головний архівіст УГА, редактор урядової газети ЗУНР та часописів «Наша школа» (1909—1912), «Стара Україна» (1924—1925).